# Milan Obrenović II.

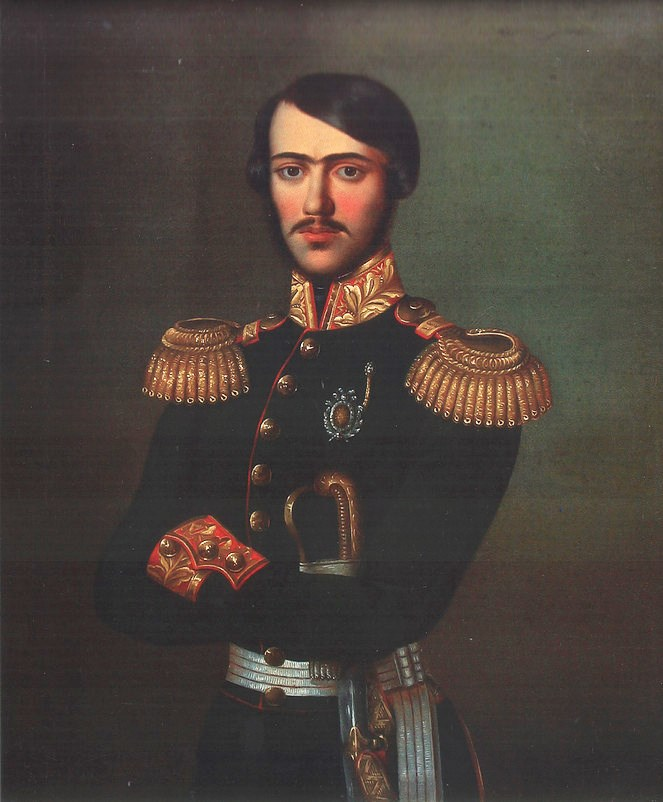
Milan Obrenović II.

Milan Obrenović II. (serbisch-kyrillisch Милан Обреновић II.; * 21. Oktober 1819; † 8. Juli 1839 in Belgrad) war Fürst von Serbien.
Er war der Sohn des Miloš Obrenović und der Fürstin Ljubica.
Nach der Abdankung seines Vaters 1839 wurde Milan Obrenović II. Fürst von Serbien, starb aber noch im gleichen Jahr. Sein schlechter Gesundheitszustand verursachte, dass er nur zwei Wochen lang das Oberhaupt Serbiens war; und es wird angenommen, dass er zu krank war, um sich seines Amtes bewusst zu sein. Ihm folgte sein jüngerer Bruder Mihailo Obrenović.